# 長尾敏広
長尾 敏広（ながお としひろ、1948年4月22日 - ）は、岡山県出身の元プロ野球選手（投手）。右投右打。

## 来歴・人物
岡山南高時代は、1年のときからエースで活躍。2年生のときには平松政次と投げあい、球威では平松以上の力をみせたがバックの弱さで敗れている。1966年、3年次の夏の高校野球県予選も三回戦まで進んで敗れた。速球とシュートが武器の本格派で、岡山球界では平松以上の速球投手として定評があった。
1966年にドラフト外で読売ジャイアンツに入団。一軍公式戦に出場することなく、1970年に引退。

## 詳細情報

### 年度別投手成績
- 一軍公式戦出場なし

### 背番号
- 33 （1967年）
- 50 （1968年 - 1970年）